# Булахівський Лиман (заказник)
Булахі́вський Лима́н — орнітологічний заказник загальнодержавного значення в Україні. Об'єкт природно-заповідного фонду Дніпропетровської області. 
Розташований у Павлоградському районі Дніпропетровської області, неподалік від села Булахівка, в долині річки Березнегувата (ліва притока Вовчої). 
Загальна площа 100 га, у тому числі водного дзеркала 50 га (озеро Булахівський Лиман). Заснований у 1977 році постановою Ради Міністрів УРСР від 19.04.77 № 198 (198-77-п). Перебуває у віданні Павлоградської райдержадміністрації.

## Характеристика
Територія орнітологічного заказника — це унікальний природний комплекс, розташований на півночі степової зони. Є місцем постійного проживання значної кількості водоплавних птахів. З огляду на важливість охорони місця постійної концентрації водоплавних та рідкісних видів птахів, у 1977 році вирішено організувати в цьому районі орнітологічний заказник «Булахівський лиман». У заказнику за останні роки значно збільшилася кількість гніздових птахів, які занесені до Червоної книги України:
- Чоботар — чорно-білий великий кулик з вигнутим вгору дзьобом з родини Чоботарових, досить поширений і численний вид.
- Дерихвіст степовий — кулик з довгими, вузькими крилами, вильчатим хвостом та короткими дзьобом і лапами.
- Ходуличник — птах родини Чоботарових, у ходуличника дуже довгі, червоного кольору лапи і чорний, тонкий, прямий та довгий дзьоб.
- Журавель сірий — великий птах, що мешкає в Європі і Азії.

У заказнику також трапляються сірі гуси. 